# Pedro Luiz Stringhini
Pedro Luiz Stringhini (* 17. August 1953 in Laranjal Paulista, Bundesstaat São Paulo, Brasilien) ist ein römisch-katholischer Geistlicher und Bischof von Mogi das Cruzes.

## Leben
Der Erzbischof von São Paulo, Paulo Evaristo Kardinal Arns OFM, weihte ihn am 9. August 1980 zum Priester.
Papst Johannes Paul II. ernannte ihn am 3. Januar 2001 zum Titularbischof von Ita und zum Weihbischof in São Paulo. Die Bischofsweihe spendete ihm der Erzbischof von São Paulo, Cláudio Kardinal Hummes OFM, am 10. März desselben Jahres; Mitkonsekratoren waren Paulo Evaristo Kardinal Arns OFM, emeritierter Erzbischof von São Paulo, Luciano Pedro Mendes de Almeida SJ, Erzbischof von Mariana, und Lino Vombömmel OFM, Bischof von Santarém. Sein Wahlspruch In verbo autem tuo („Auf dein Wort hin“) entstammt dem Lukasevangelium (Lk 5,5 ).
Am 30. Dezember 2009 ernannte ihn Papst Benedikt XVI. zum Bischof von Franca. Die feierliche Amtseinführung (Inthronisation) fand am 21. Februar 2010 statt. Am 19. September 2012 wurde er zum Bischof von Mogi das Cruzes ernannt. Die Amtseinführung folgte am 24. November desselben Jahres.